# Acanthops contorta
Acanthops contorta är en bönsyrseart som beskrevs av Gerstaecker 1889. Acanthops contorta ingår i släktet Acanthops och familjen Acanthopidae. Inga underarter finns listade i Catalogue of Life.